# 十事疏
《十事疏》是指北宋時期慶曆變法時，范仲淹向宋仁宗提出的十項改革重點，稱為「十事疏」，全称《答手诏条陈十事疏》。
文中范仲淹所称：“我国家革五代之乱，富有四海，垂八十年，纪纲制度，日削月侵，官壅于下，民困于外。夷狄骄盛，寇盗横炽，不可不更张以救之。”宋仁宗起用了范仲淹、富弼、韩琦等主持新政。十事疏包括：明黜陟、抑僥倖、精貢舉、擇長官、均公田、厚農桑、修武備、覃恩信、重命令、減徭役。